# Arrondissement de Lauban

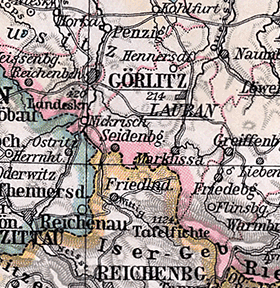
Arrondissement de Lauban, 1905

L'arrondissement de Lauban est un arrondissement prussien de la province de Silésie qui existe de 1816 à 1945. Il comprend au 1er janvier 1945 les quatre villes de Lauban, Marklissa, Schönberg et Seidenberg ainsi que 62 autres communes.

## Histoire

### Royaume de Prusse
Après le Congrès de Vienne en 1815, une grande partie de l'ancienne Haute-Lusace saxonne est devenue une partie du district de Liegnitz de la province prussienne de Silésie. Le nouveau arrondissement de Lauban est formé à partir de certaines parties de celui-ci en mai 1816. Le siège de l'arrondissement est Lauban.
La délimitation définitive de la zone de l'arrondissement a lieu le 1er janvier 1820 en raison des changements suivants dans les limites de l'arrondissement :

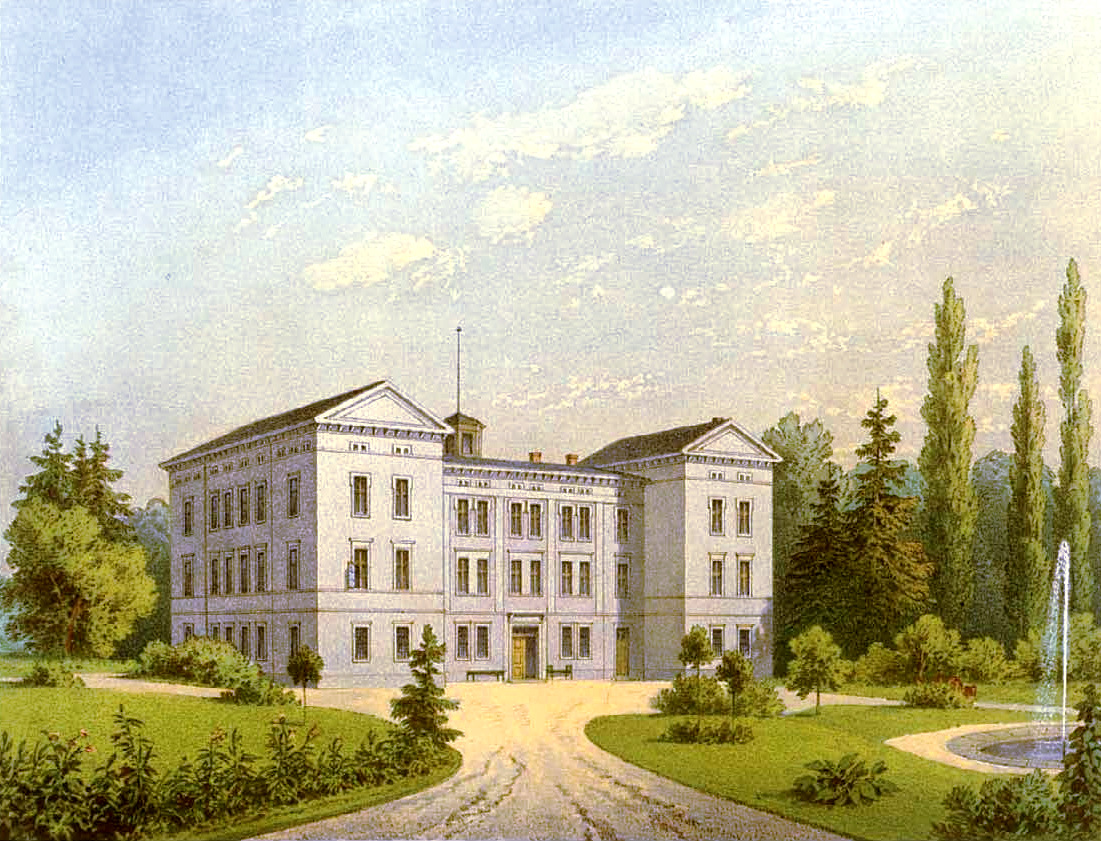
Château d'Alt Berthelsdorf vers 1860, Collection Alexander Duncker

- Transfert des villages d'Alt- et Neu Berthelsdorf, Eckersdorf, Gieshübel, Gräflich Hernsdorf, Langenöls, Logau, Mauereck, Ober-, Mittel- et Nieder Steinbach, Ober-, Mittel- et Nieder Thiemendorf, Vogelsdorf de l'arrondissement de Löwenberg-en-Silésie à l'arrondissement de Lauban
- Transfert de la ville de Seidenberg et des villages d'Alt Seidenberg, Bohra, Kundorf, Neu Klüx, Nicolausdorf, Ober Nicolausdorf, Ober- et Nieder Rudelsdorf, Ostrichen, Scheiba, Wilcka et Zwecka de l'arrondissement de Görlitz à l'arrondissement de Lauban
- Transfert des villages de Gruna, Hochkirch, Kieslingswalde, Kuna, Sommerseite et Thielitz de l'arrondissement de Lauban à l'arrondissement de Görlitz
- Transfert du village de Haugsdorf de l'arrondissement de Bunzlau à l'arrondissement de Lauban.

Le 8 novembre 1919, la province de Silésie est dissoute. La nouvelle province de Basse-Silésie est formée à partir des districts de Breslau et Liegnitz. Le 30 septembre 1929, conformément à l'évolution du reste de l'État libre de Prusse, une réforme territoriale a lieu dans l'arrondissement de Lauban, au cours de laquelle tous les districts de domaine jusque-là indépendants sont dissous et attribués aux communes voisines. Le 1er avril 1938, les provinces prussiennes de Basse-Silésie et de Haute-Silésie sont réunies pour former la nouvelle province de Silésie. Le 18 janvier 1941, la province de Silésie est dissoute. La nouvelle province de Basse-Silésie est formée à partir des anciens districts de Breslau et de Liegnitz.
Au printemps 1945, l'arrondissement est occupé par l'Armée rouge. À l'été 1945, l'arrondissement est placé sous administration polonaise par les forces d'occupation soviétiques conformément à l'Accord de Potsdam (de). L'afflux de civils polonais commence dans l'arrondissement, dont certains viennent des zones à l'est de la ligne Curzon qui sont tombées aux mains de l'Union soviétique. Dans la période qui suit, la majeure partie de la population allemande est expulsée de l'arrondissement.

## Évolution de la démographie
| Année | Habitants | Source |
| ----- | --------- | ------ |
| 1819  | 42 556    | [ 3 ]  |
| 1846  | 65 645    | [ 4 ]  |
| 1871  | 64 988    | [ 5 ]  |
| 1885  | 67.113    | [ 6 ]  |
| 1900  | 70 745    | [ 7 ]  |
| 1910  | 72 423    | [ 7 ]  |
| 1925  | 73 136    | [ 8 ]  |
| 1939  | 71 896    | [ 8 ]  |

## Administrateurs de l'arrondissement
- 1816–184000von Bose
- 1840–184800Rudolf von Uechtritz (de)
- 1849–186400Friedrich Deetz (de)
- 1864–186500Alfons von Zastrow
- 1873–188600Johannes von Saldern (de)
- 1886–188700Graf zur Lippe
- 1887–190000Wilhelm Hengstenberg
- 1900–191900Fink
- 1919–193300Ludwig von Nordeck zu Rabenau
- 1933–194000Rudolf Schultz von Dratzig (de)
- 1940–194500Karl-August Vieregge

## Constitution communal
Depuis le XIXe siècle, l'arrondissement de Freystadt est divisé en villes, en communes rurales et en districts de domaine. Avec l'introduction de la loi constitutionnelle prussienne sur les communes du 15 décembre 1933 ainsi que le code communal allemand du 30 janvier 1935, le principe du leader est appliqué au niveau municipal. Une nouvelle constitution d'arrondissement n'est plus créée; Les règlements de l'arrondissement pour les provinces de Prusse-Orientale et Occidentale, de Brandebourg, de Poméranie, de Silésie et de Saxe du 19 mars 1881 restent applicables.

## Communes
L'arrondissement de Lauban comprend en dernier lieu les communes suivantes : 
| - Alt Seidenberg - Bad Schwarzbach - Beerberg - Berna - Bertelsdorf - Eckersdorf - Friedersdorf am Queis - Gebhardsdorf - Geibsdorf - Gieshübel - Goldentraum - Hartmannsdorf - Heidersdorf - Holzkirch - Karlsberg - Kerzdorf - Kundorf | - Küpper - Langenöls - Lauban, ville - Marklissa, ville - Mittel Gerlachsheim - Mittel Steinkirch - Mittel Thiemendorf - Nieder Bellmannsdorf - Nieder Gerlachsheim - Nieder Halbendorf - Nieder Langenöls - Nieder Lichtenau - Nieder Linda - Nieder Rudelsdorf - Nieder Schönbrunn - Nieder Steinkirch - Nieder Thiemendorf | - Nikolausdorf - Ober Bellmannsdorf - Ober Gerlachsheim - Ober Halbendorf - Ober Lichtenau - Ober Linda - Ober Rudelsdorf - Ober Schönbrunn - Ober Steinkirch - Ober Thiemendorf - Örtmannsdorf - Ostrichen - Pfaffendorf - Rengersdorf - Sächsisch Haugsdorf - Schadewalde - Schlesisch Haugsdorf | - Schönberg-en-Basse-Lusace, ville - Schreibersdorf - Schwerta - Seidenberg, ville - Steinbach - Stolzenberg - Vogelsdorf - Volkersdorf - Wiesa - Wigandsthal - Wilka - Wingendorf - Wünschendorf - Ziethen-Hennersdorf - Zwecka |

Les communes suivantes perdent leur indépendance avant 1945 :
| - Alt Scheibe, le 1er avril 1935 à Volkersdorf - Bergstrasse, le 1er octobre 1929 à Bad Schwarzbach - Grenzdorf, le 17 octobre 1927 à Bad Schwarzbach - Harta, le 1er octobre 1938 à Karlsberg - Heide, le 1er avril 1935 à Volkersdorf - Meffersdorf, le 30 septembre 1928 à Wigandsthal - Mittel Bellmannsdorf, le 21 août 1920 à Nieder Bellmannsdorf - Mittel Linda, le 1er octobre 1929 à Ober Linda - Neu Bertelsdorf, le 1er avril 1936 à Bertelsdorf - Neu Gersdorf, le 30 septembre 1928 à Wigandsthal - Neu Scheibe, le 1er avril 1935 à Volkersdorf - Nieder Gerlachsheim im Winkel, le 1er août 1924 à Nieder Gerlachsheim - Nieder Örtmannsdorf, le 1er avril 1936 à Örtmannsdorf - Ober Langenöls, le 23 août 1920 à Langenöls - Ober Örtmannsdorf, le 1er avril 1936 à Örtmannsdorf - Straßberg, le 17 octobre 1927 à Bad Schwarzbach |

## Changements de noms de lieux

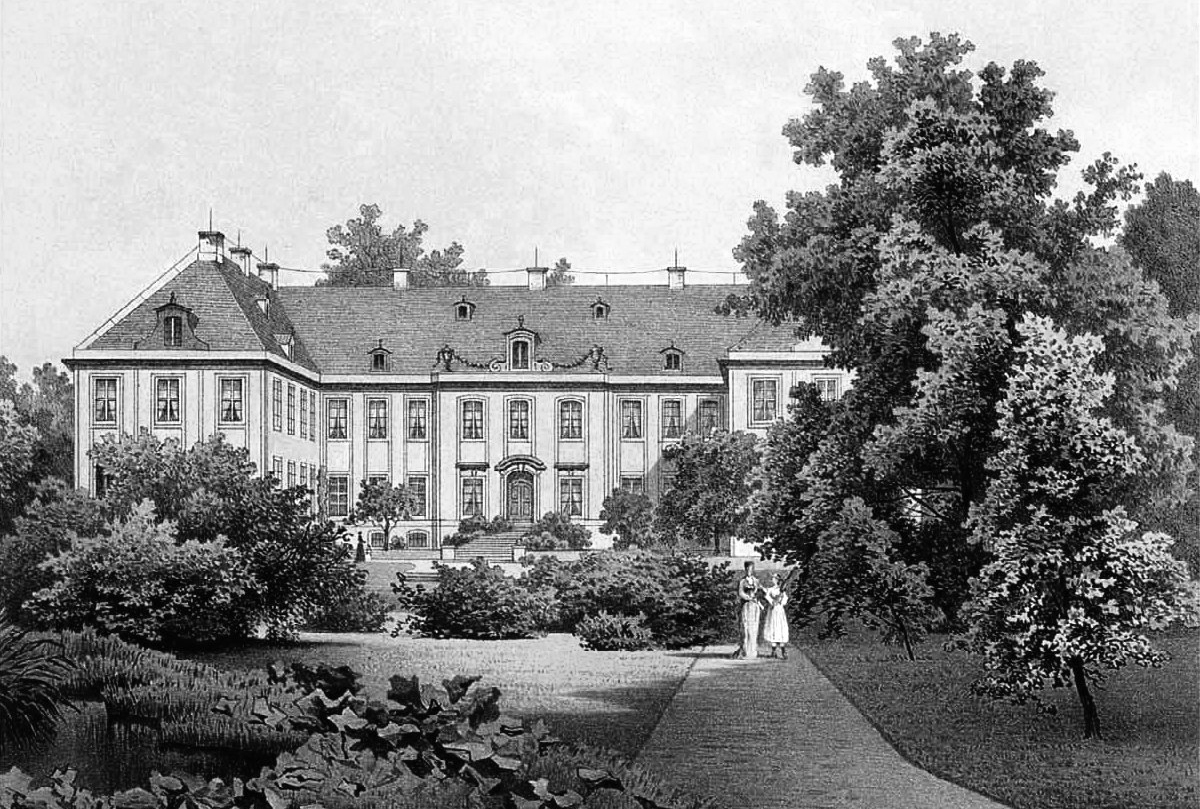
Manoir de Meffersdorf vers 1860, Collection Alexander Duncker

En 1937 plusieurs communes sont renommées :
- Meffersdorf : Wigandsthal
- Nieder Linda: Nieder Linde
- Ober Linda : Ober Linde
- Schwerta : Schwertburg
- Tzschocha : Rengersdorf
- Wiesa : Wiese (Niederschlesien)
- Wilka : Wilke
- Zwecka: Erlbachtal

## Personnalités liées à l'arrondissement
- Moritz von Bissing (1844-1917), général né à Ober Bellmannsdorf.
- Paul Sintenis (1847-1907), botaniste né à Seidenberg.